# كريس جاكسون
كريس جاكسون (بالإنجليزية: Chris Jackson)‏ (18 يوليو 1970 نيوزيلندا - ) هو لاعب كرة قدم نيوزلندي يلعب كلاعب وسط.

## روابط خارجية
- كريس جاكسون على موقع الاتحاد الدولي (مؤرشف)  (الإنجليزية)
- كريس جاكسون على موقع قاعدة بيانات كرة القدم.إي يو (الإنجليزية)
- كريس جاكسون على موقع ناشيونال فوتبول تيمز (الإنجليزية)
- كريس جاكسون على موقع عالم كرة القدم.نت (الإنجليزية)